# Rita Pulido
Rita Pulido (Las Palmas de Gran Canaria, 25 aprile 1945) è un'ex nuotatrice spagnola.
Specializzata nello stile libero, ha partecipato ai Giochi di Roma 1960 e di Tokyo 1964, gareggiando nei 100m sl. Solo nel torneo di Tokyo, ha gareggiato anche nei 400m sl.
È la mamma dell'anch'essa nuotatrice olimpica Natalia Pulido.